# Cornelius Schilder
Cornelius Schilder, M.H.M (Westwoud, 19 september 1941) is een emeritus bisschop van het diocees Ngong in Kenia, waar hij tussen 2002 en 2009 actief was.

## Biografie

### Studie en benoeming
Cornelius Schilder studeerde filosofie op het Mill Hill College in Roosendaal en katholieke theologie op het Mill Hill College in Londen. Op 29 juni 1968 werd hij tot priester gewijd binnen de congregatie van Mill Hill. De daaropvolgende jaren gaf hij les aan de toenmalige Katholieke Hogeschool Tilburg. In 1971 vertrok hij als missionaris naar Kenia, waar hij voornamelijk actief was in het Bonde la Ufa-gebied. In 1989 werd hij de secretaris van het bisdom Ngong, waarna hij van 1991 tot 1998 als priester actief was in het bisdom Garissa.
In 2002 werd Schilder door Paus Johannes Paulus II benoemd tot bisschop van Ngom als opvolger van Colin Cameron Davies. De bisschopwijding werd uitgevoerd door Giovanni Tonucci op 25 januari 2003.

### Beschuldigingen
Schilder was bisschop tot 1 augustus 2009, toen paus Benedictus XVI hem ontslag verleende, volgens het aartsbisdom wegens een slechte gezondheid. Sindsdien woont hij in een kloosterverzorgingshuis in Nederland.
Op 1 maart 2011 werd echter bekend dat tegen Schilder beschuldigingen over seksueel misbruik waren ingediend. Hij werd al in 2009 bestraft door het Vaticaan. Schilder mocht de mis niet meer in het openbaar opdragen en geen pastorale taken meer vervullen.
Schilder werd beschuldigd door een lid van de Masai in de provincie Ngong. Het slachtoffer zou op veertienjarige leeftijd verkracht zijn door Schilder, toen die nog priester was in Ngong. De man beschuldigde ook een tweede, inmiddels overleden, Nederlandse Mill Hill-missionaris.
Eind juli 2011 maakte het Openbaar Ministerie bekend onvoldoende aanknopingspunten te hebben Schilder in Nederland te vervolgen.